# Sulzbach (Otterbach)
Der Sulzbach ist ein west- bis südwärts fließender Bach des Bayerischen Waldes, der bei Unterlichtenwald in der Gemeinde Altenthann im bayerischen Landkreis Regensburg von rechts in den Donau-Zufluss Otterbach mündet.

## Geographie

### Name
Der Sulzbach wird etwas vor dem Gsellhof auch Mühlbach genannt, nach Adlmannstein Adlmannsteiner Bach und im langen Untertal Ellbachtal auch Ellbach, auf diesen Namen weisen auch Ortsnamen wie Ellbogenbauer oder Ellbogenmühle hin.

### Verlauf
Der Sulzbach entsteht beim Ort Göppenbach von Altenthann auf etwa 466 m ü. NHN aus dem Zusammenfluss des linken, etwa von Osten kommenden und vergleichsweise langen Göppenbachs mit dem rechten, von Nordosten zulaufenden und kürzeren Leibischbachs. Beide Oberläufe entspringen im nahen Nachbar-Landkreis Cham.
Der Sulzbach fließt zunächst südwestwärts, vorbei an den kleinen Altenthanner Ortschaften Steinklippen, Bachmühl, Hornismühle bis zur Gsellmühle, woraufhin er westwärts über die Gemeindegrenze auf das Gebiet von Bernhardswald wechselt und dessen Dorf Adlmannstein erreicht. Nach diesem fließt er südwestwärts bis zum Weiler Ellbogen, wonach er bis zur Mündung südwärts läuft. Er verlässt dabei wieder das Bernhardswalder Gemeindegebiet und läuft in tief eingeschnittenem Waldtal mehr oder weniger an der Grenze zwischen Altenthann links und dem gemeindefreien Kreuther Forst rechts.
Nachdem er Oberlichtenwald links auf dem schmalen Grat zum Otterbachtal passiert hat, mündet er bei Unterlichtenwald  von rechts und auf etwa 350 m ü. NHN in den Otterbach.
Der Sulzbach mündet nach 13,0 km langem Lauf mit mittlerem Sohlgefälle von 9 ‰ etwa 116 Höhenmeter unterhalb des Zusammenflusses seiner beiden Oberläufe. Zusammen mit dem längeren linken Göppenbach ist er sogar 21,0 km lang.

### Zuflüsse
Hierarchische Liste der Zuflüsse, jeweils vom Ursprung zur Mündung. Auswahl.
Längen und Einzugsgebiete nach dem amtlichen Gewässerverzeichnis, Höhen abgefragt auf der amtlichen topographische Karte.
- Göppenbach, linker Hauptstrang-Oberlauf, 8,0 km und 15,4 km². Entfließt auf ca. 585 m ü. NHN einem Teich beim Weiler Dürnberg der Gemeinde Wald.
  - Altmühlbachl, von rechts auf ca. 502 m ü. NHN vor Wald-Maiertshof, 2,3 km und 2,9 km².
- Leibischbach, rechter Nebenstrang-Oberlauf, 3,8 km und 4,7 km². Entsteht auf ca. 547 m ü. NHN am südöstlichen Dorfrand von Roßbach.
- Pfaffenfanger Bacherl, linker Zulauf auf 450 m ü. NHN bei Hornismühle, Quellgebiet liegt im Flurbereich Haid u. in der Ortschaft Pfaffenfang
- Altenthanner Bächlein, von links auf ca. 426 m ü. NHN gegenüber Altenthann-Gsellmühle.
- Spitzweiherbach, von links auf ca. 365 m ü. NHN, 2,9 km und 2,3 km².
- Birnmahdgraben, von rechts auf ca. 356 m ü. NHN aus dem Kreuther Forst nahe bei Altenthann-Oberlichtenwald auf dem Gegenhang.